# Saint-Denis-le-Ferment
Saint-Denis-le-Ferment est une commune française située dans le département de l'Eure, en région Normandie.

## Géographie

### Localisation
| Sancourt        | Hébécourt              | Hébécourt           |
| Heudicourt      | Saint-Denis-le-Ferment | Bazincourt-sur-Epte |
| Bézu-Saint-Éloi | Bézu-Saint-Éloi        | Gisors              |

### Hydrographie
La commune est située dans le bassin Seine-Normandie. Elle est drainée par la Levrière,.
La Levrière, d'une longueur de 24 km, prend sa source dans la commune de Bézu-la-Forêt et se jette  dans l'Epte à Neaufles-Saint-Martin, après avoir traversé huit communes.
Deux plans d'eau complètent le réseau hydrographique : la mare du Bosc Renard (0,03 ha) et les étangs du Val Ferman (0,37 ha),.

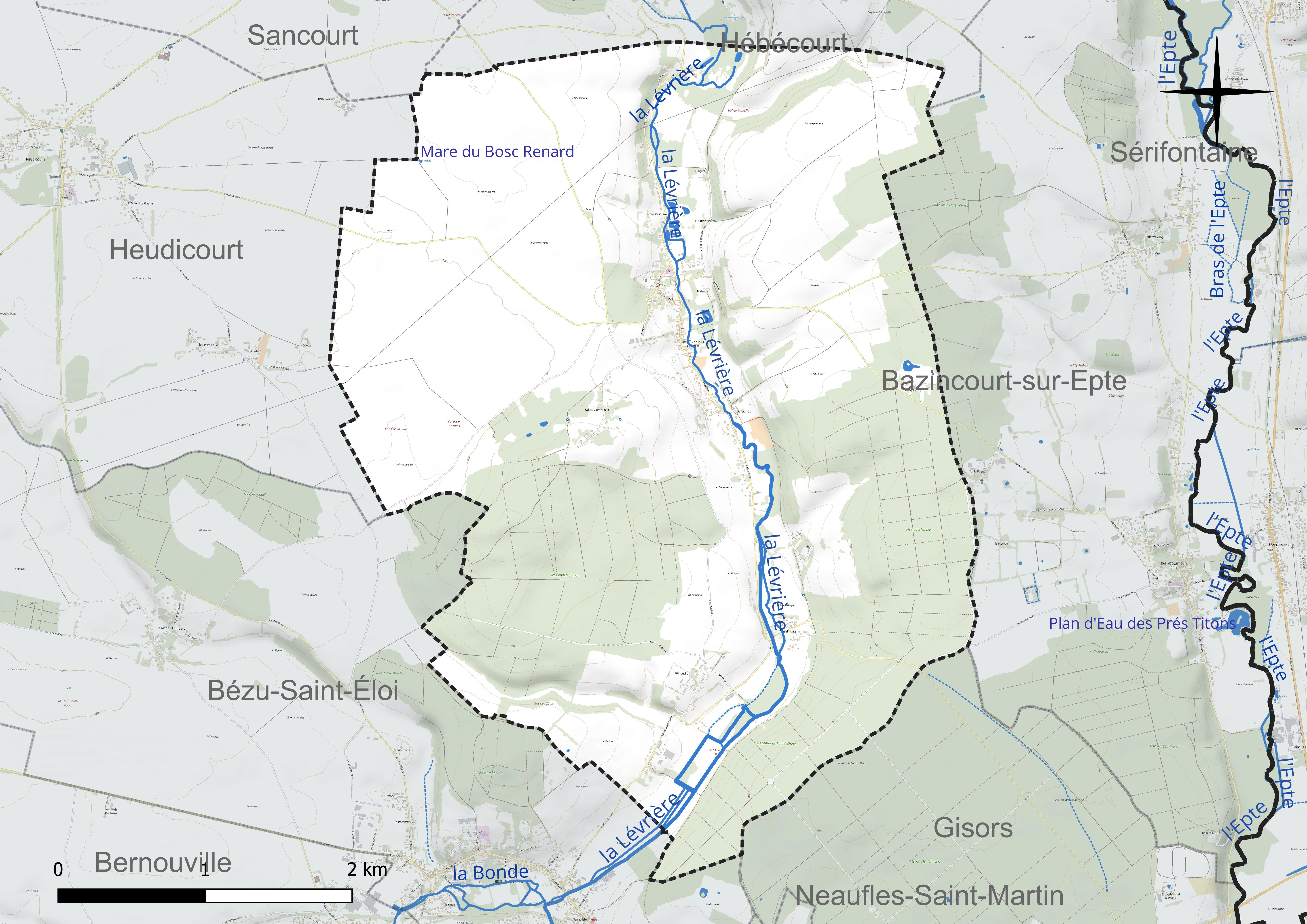
Réseau hydrographique de Saint-Denis-le-Ferment.

### Climat
Pour des articles plus généraux, voir Climat de la Normandie et Climat de l'Eure.
En 2010, le climat de la commune est de type climat océanique dégradé des plaines du Centre et du Nord, selon une étude du CNRS s'appuyant sur une série de données couvrant la période 1971-2000. En 2020, Météo-France publie une typologie des climats de la France métropolitaine dans laquelle la commune est exposée à un climat océanique et est dans la région climatique  Sud-ouest du bassin Parisien, caractérisée par une faible pluviométrie, notamment au printemps (120 à 150 mm) et un hiver froid (3,5 °C). Parallèlement le GIEC normand, un groupe régional d’experts sur le climat, différencie quant à lui, dans une étude de 2020, trois grands types de climats pour la région Normandie, nuancés à une échelle plus fine par les facteurs géographiques locaux. La commune est, selon ce zonage, exposée à un « climat des plateaux abrités », correspondant aux plaines agricoles de l’Eure, avec une pluviométrie beaucoup plus faible que dans la plaine de Caen en raison du double effet d’abri provoqué par les collines du Bocage normand et par celles qui s’étendent sur un axe du Pays d'Auge au Perche.
Pour la période 1971-2000, la température annuelle moyenne est de 10,6 °C, avec  une amplitude thermique annuelle de 14,3 °C. Le cumul annuel moyen de précipitations est de 730 mm, avec 11,6 jours de précipitations en janvier et 8 jours en juillet. Pour la période 1991-2020, la température moyenne annuelle observée sur la station météorologique la plus proche, située sur la commune d'Étrépagny à 8 km à vol d'oiseau, est de 11,3 °C et le cumul annuel moyen de précipitations est de 774,0 mm,. Pour l'avenir, les paramètres climatiques de la commune estimés pour 2050 selon différents scénarios d’émission de gaz à effet de serre sont consultables sur un site dédié publié par Météo-France en novembre 2022.

## Urbanisme

### Typologie
Au 1er janvier 2024, Saint-Denis-le-Ferment est catégorisée commune rurale à habitat dispersé, selon la nouvelle grille communale de densité à 7 niveaux définie par l'Insee en 2022.
Elle est située hors unité urbaine. Par ailleurs la commune fait partie de l'aire d'attraction de Paris, dont elle est une commune de la couronne,. 

### Occupation des sols
L'occupation des sols de la commune, telle qu'elle ressort de la base de données européenne d’occupation biophysique des sols Corine Land Cover (CLC), est marquée par l'importance des territoires agricoles (64,4 % en 2018), une proportion identique à celle de 1990 (64,4 %). La répartition détaillée en 2018 est la suivante :
terres arables (45,6 %), forêts (33 %), prairies (12,7 %), zones agricoles hétérogènes (6,1 %), zones urbanisées (2,7 %). L'évolution de l’occupation des sols de la commune et de ses infrastructures peut être observée sur les différentes représentations cartographiques du territoire : la carte de Cassini (XVIIIe siècle), la carte d'état-major (1820-1866) et les cartes ou photos aériennes de l'IGN pour la période actuelle (1950 à aujourd'hui).

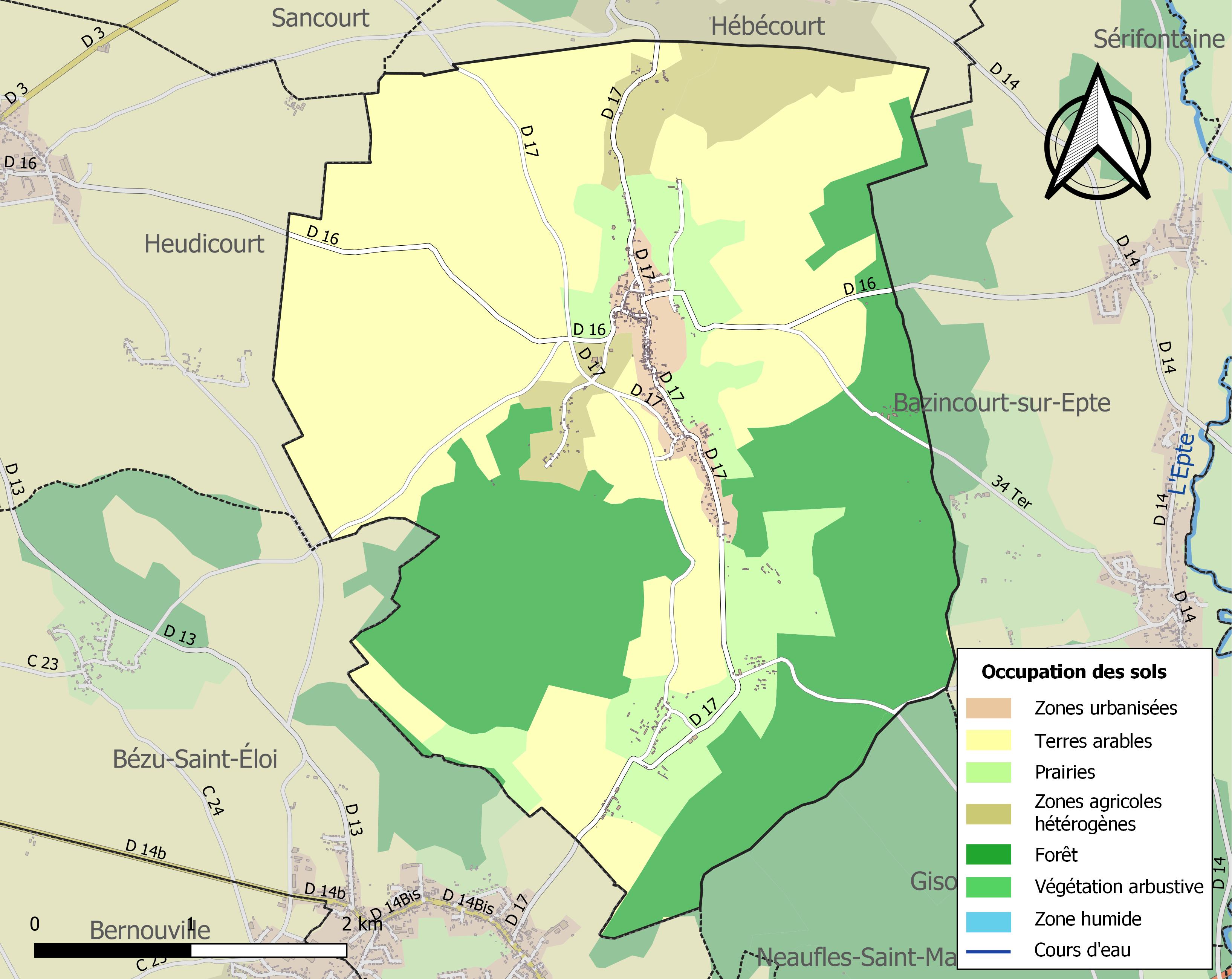
Carte des infrastructures et de l'occupation des sols de la commune en 2018 (CLC).

## Toponymie
Le nom de la localité est attesté sous les formes Sanctus Dionisius de Farman au XIIe siècle (cartulaire de Mortemer) et Sanctus Dionisius de Formam en 1199 (bulle d’Innocent III), Saint Denis de Fremans et Saint Denys de Fermen en 1308 (charte de Philippe le Bel), Saint Denis de Fermant en 1451 (archives nationales, aveux de la châtellenie de Gisors), Saint Denis de Farmen en 1453 (aveu, archives nationales), Sainte Bemie en 1654 (lettres patentes de Louis XIV), Saint Denis de Fermont en 1722 (Masseville), Saint Denis le Ferrement en 1737 (archives de la Seine-Inférieure), Saint-Denis-le-Fermont (Cassini).
Saint-Denis est un hagiotoponyme, l'église est dédiée à Denis de Paris, d'où le nom de la commune. Le déterminant Le-Ferment représente un personnage, dont le nom est d'origine germanique continental Farmannus ou (anglo-)scandinave Farmaðr / Farmann (vieux danois Farman). François de Beaurepaire préfère l'hypothèse du germanique continental, compte tenu de la localisation de ce toponyme en dehors de l'aire de diffusion de la toponymie norroise.
Il y a homonymie avec l'élément Ferman- de Fermanville (Manche, Farmanville fin XIIe siècle), situé dans l'aire de distribution des noms de lieux norrois auquel le même François de Beaurepaire attribue cette fois une origine anglo-scandinave Farman et que l'on retrouve dans Farmanby en Angleterre. Cet anthroponyme est bien attesté en Normandie : on relève ainsi à Varengeville-sur-Mer (Seine-Maritime) un prêtre du nom de Farmannus vers 1165 - 1173,, et dans les Magni Rotuli un certain Walterus Farman (noté Farmam) en 1180, ainsi qu'un Willelmus Ferman en 1198. Jean Adigard des Gautries pense retrouver ce nom dans celui de Fermambreuil, « le bois de Farman », ancien lieu-dit de Carneville (Manche),. On peut également citer le nom de Rogerus de Farmanboc, attesté en 1198, où apparaît un toponyme de même sens. Enfin, le patronyme Ferment est centré sur le département de la Seine-Maritime et le département Calvados possède de nombreux actes entre le XVIIe et le XIXe siècle, ce qui milite a priori en faveur de l'origine (anglo-)scandinave du nom en Normandie.
Remarque : le passage de Farman- à Ferman- s'explique par l'action fermante de [r] commune en normand cf. argent > ergent. La graphie -ment s'explique par une attraction du suffixe français -ment qui a affecté également le nom de famille d'origine scandinave Dodeman (Cotentin) devenu Doudement en Normandie orientale.

## Histoire
En 863, le roi Charles II le Chauve, reconnaissait aux moines de l'abbaye de Saint-Denis-le-Ferment la possession de Giverny. Au XIe siècle, elle le perdit au profit de l'abbaye Saint-Ouen de Rouen.
Une des sept « villes de Bleu » qui avait le droit de faire paître les bêtes et prendre du bois dans « la forêt de Bleu », (partie de la forêt domaniale de Lyons, qui s’étendait jadis jusqu’à l’actuel bois de Gisors, autrefois « Buisson Bleu »).

## Politique et administration
| Période                                  | Période                       | Identité          | Étiquette | Qualité                                                                             |
| ---------------------------------------- | ----------------------------- | ----------------- | --------- | ----------------------------------------------------------------------------------- |
| Les données manquantes sont à compléter. |                               |                   |           |                                                                                     |
| vers 1870                                |                               | M. Tassard        |           |                                                                                     |
| Les données manquantes sont à compléter. |                               |                   |           |                                                                                     |
| 1989                                     | 2001                          | Yves Corbel       | SE        | Officier des Palmes académiques                                                     |
| mars 2001                                | avril 2014                    | François Cadennes | UMP       | Chef d'entreprise Vice-président de la CC Gisors-Epte-Lévrière (? → 2014)           |
| avril 2014                               | En cours (au 15 juillet 2020) | Nathalie Thébault | SE        | Vice-présidente de la CC du Vexin Normand (2020 →) Réélue pour le mandat 2020-2026, |

## Démographie
L'évolution du nombre d'habitants est connue à travers les recensements de la population effectués dans la commune depuis 1793. Pour les communes de moins de 10 000 habitants, une enquête de recensement portant sur toute la population est réalisée tous les cinq ans, les populations de référence des années intermédiaires étant quant à elles estimées par interpolation ou extrapolation. Pour la commune, le premier recensement exhaustif entrant dans le cadre du nouveau dispositif a été réalisé en 2004.

En 2022, la commune comptait 502 habitants, en évolution de +3,51 % par rapport à 2016 (Eure : −0,25 %, France hors Mayotte : +2,11 %).
| 1793 | 1800 | 1806 | 1821 | 1831 | 1836 | 1841 | 1846 | 1851 |
| ---- | ---- | ---- | ---- | ---- | ---- | ---- | ---- | ---- |
| 440  | 452  | 521  | 544  | 527  | 524  | 528  | 482  | 449  |

| 1856 | 1861 | 1866 | 1872 | 1876 | 1881 | 1886 | 1891 | 1896 |
| ---- | ---- | ---- | ---- | ---- | ---- | ---- | ---- | ---- |
| 478  | 505  | 472  | 458  | 476  | 415  | 412  | 363  | 326  |

| 1901 | 1906 | 1911 | 1921 | 1926 | 1931 | 1936 | 1946 | 1954 |
| ---- | ---- | ---- | ---- | ---- | ---- | ---- | ---- | ---- |
| 317  | 309  | 273  | 270  | 295  | 314  | 276  | 238  | 242  |

| 1962 | 1968 | 1975 | 1982 | 1990 | 1999 | 2004 | 2006 | 2009 |
| ---- | ---- | ---- | ---- | ---- | ---- | ---- | ---- | ---- |
| 242  | 174  | 214  | 298  | 405  | 456  | 451  | 454  | 501  |

| 2014 | 2019 | 2022 | - | - | - | - | - | - |
| ---- | ---- | ---- | - | - | - | - | - | - |
| 498  | 494  | 502  | - | - | - | - | - | - |

## Culture locale et patrimoine

### Lieux et monuments
- Manoir de Montalègre, des XVIIe et XVIIIe siècles, recensé à l'inventaire général du patrimoine culturel (IGPC)[34], dont le portail d'entrée est classé au titre des monuments historiques par arrêté du 11 mai 1921[35].
- Église Saint-Denis, des XIIe, XIIIe, XIVe et XVIe siècles, recensée à l'IGPC[36], dont le chœur du XIIIe siècle est inscrit au titre des monuments historiques par arrêté du 26 décembre 1927[37].
- Croix Renaissance des XVe et XVIe siècles, dans l'enclos de l'église, partiellement inscrite au titre des monuments historiques par arrêté du 26 décembre 1927[38].
- Prieuré Sainte-Austreberte (ancien), des XIIIe(?), XVe et XVIIe siècles, dont ne subsiste que la chapelle, recensé à l'IGPC[39].
- Manoir du Coudray, des XVIe et XVIIIe siècles, recensé à l'IGPC[40].
- Ferme de Maigret, du XVIIIe siècle, recensée à l'IGPC[41].
- Moulin de Saint-Paër, du XVIIIe siècle, sur la Levrière, recensé à l'IGPC[42].

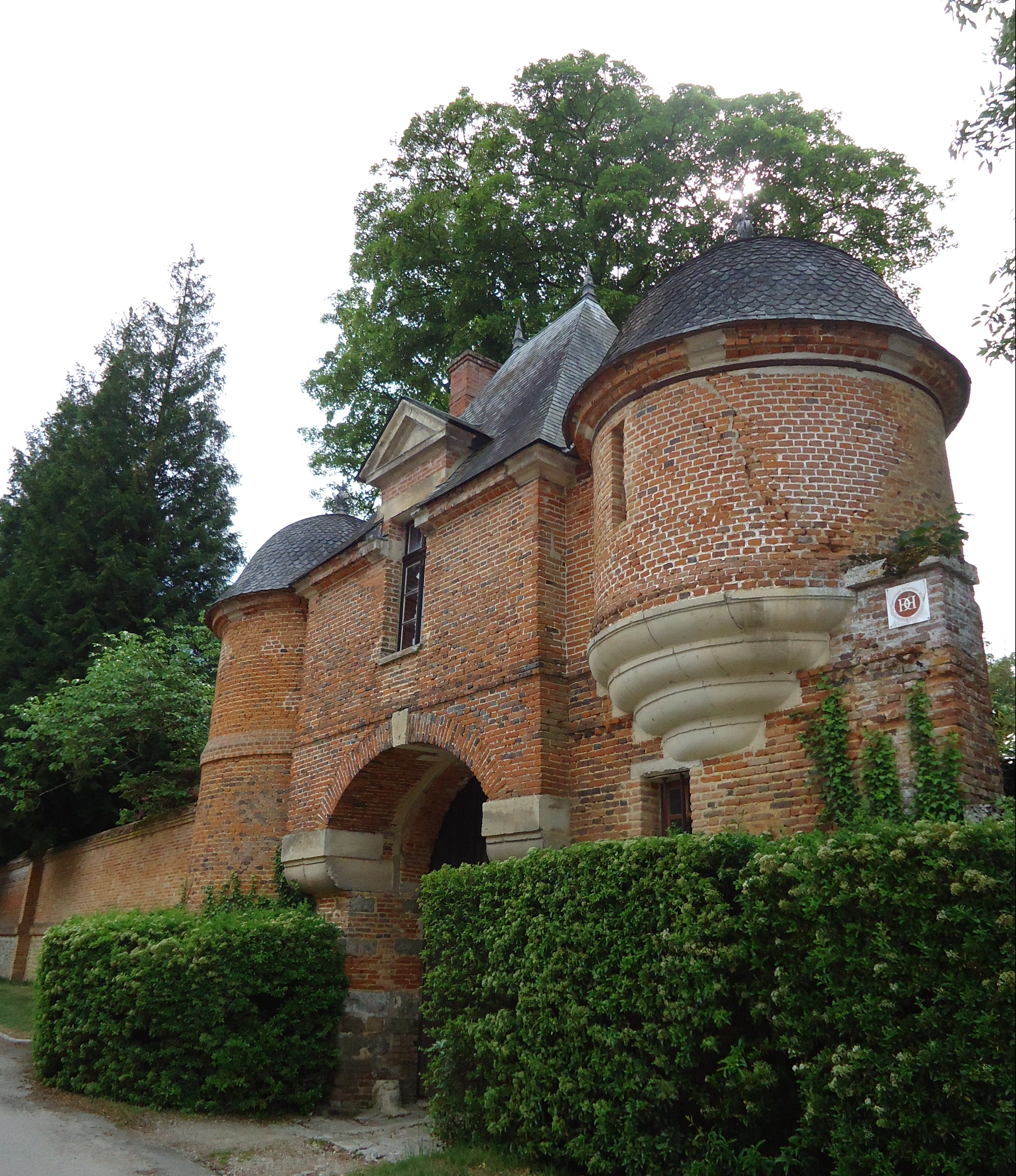
Le portail du château.
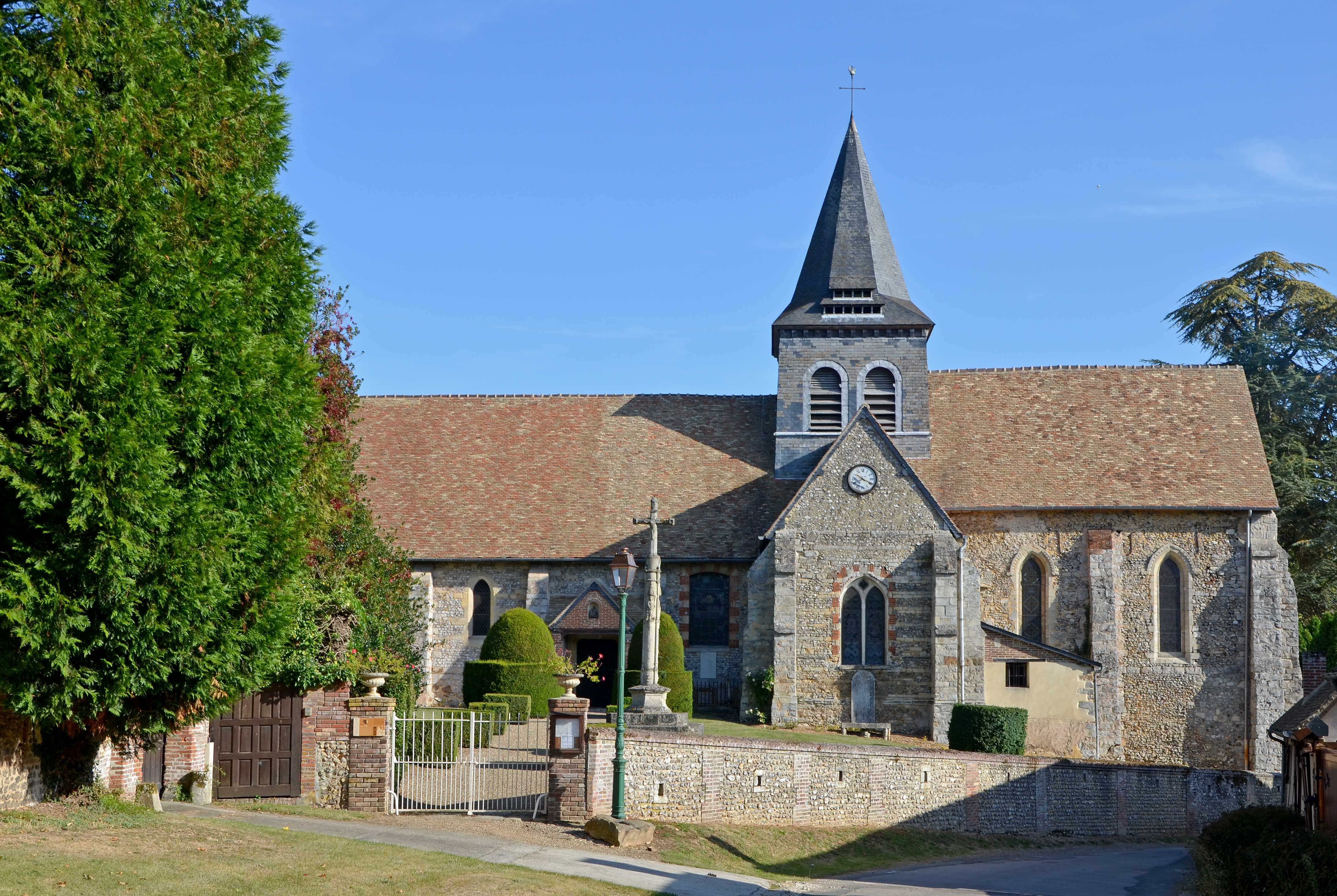
L'église Saint-Denis.
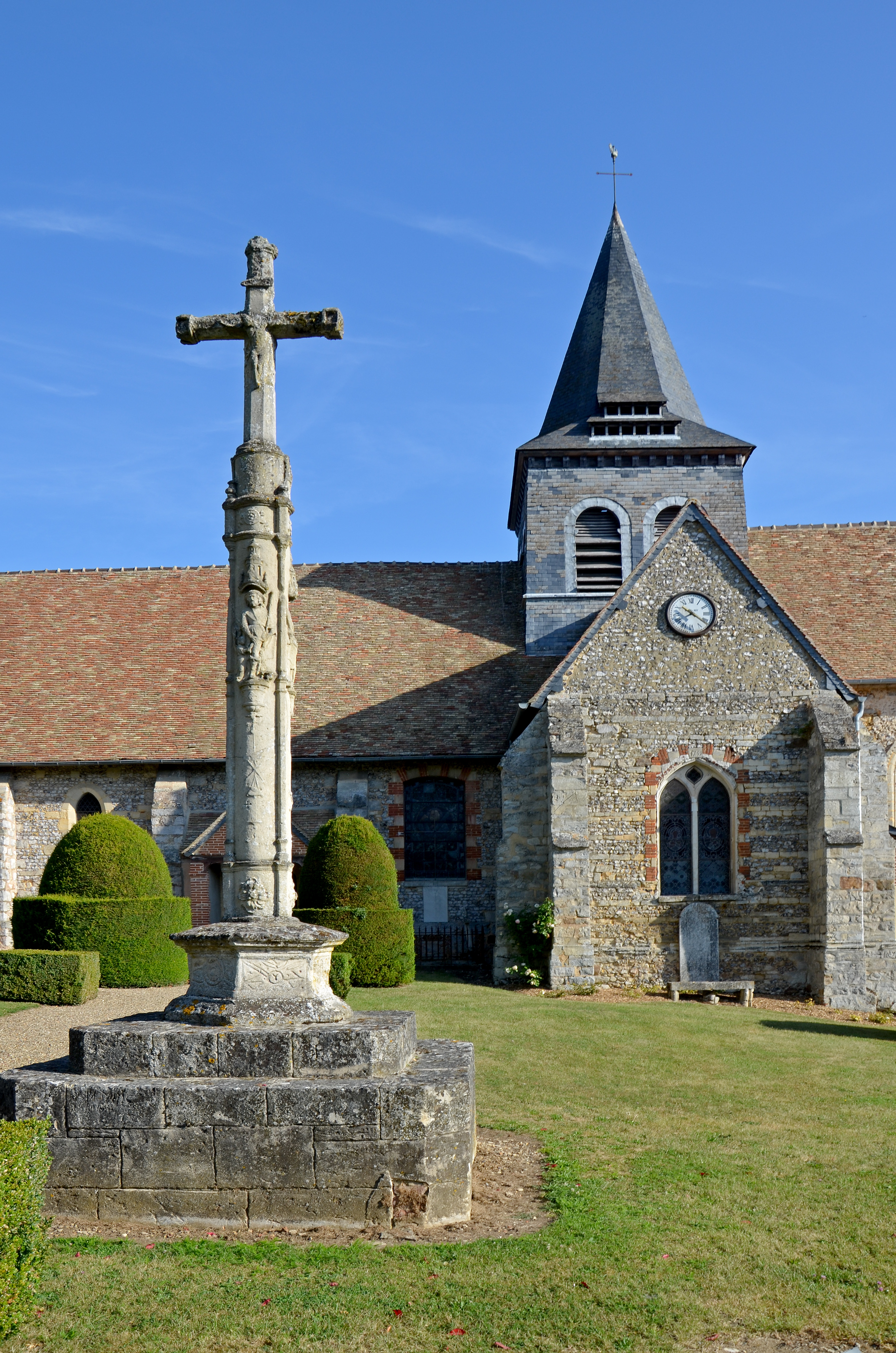
La croix Renaissance.
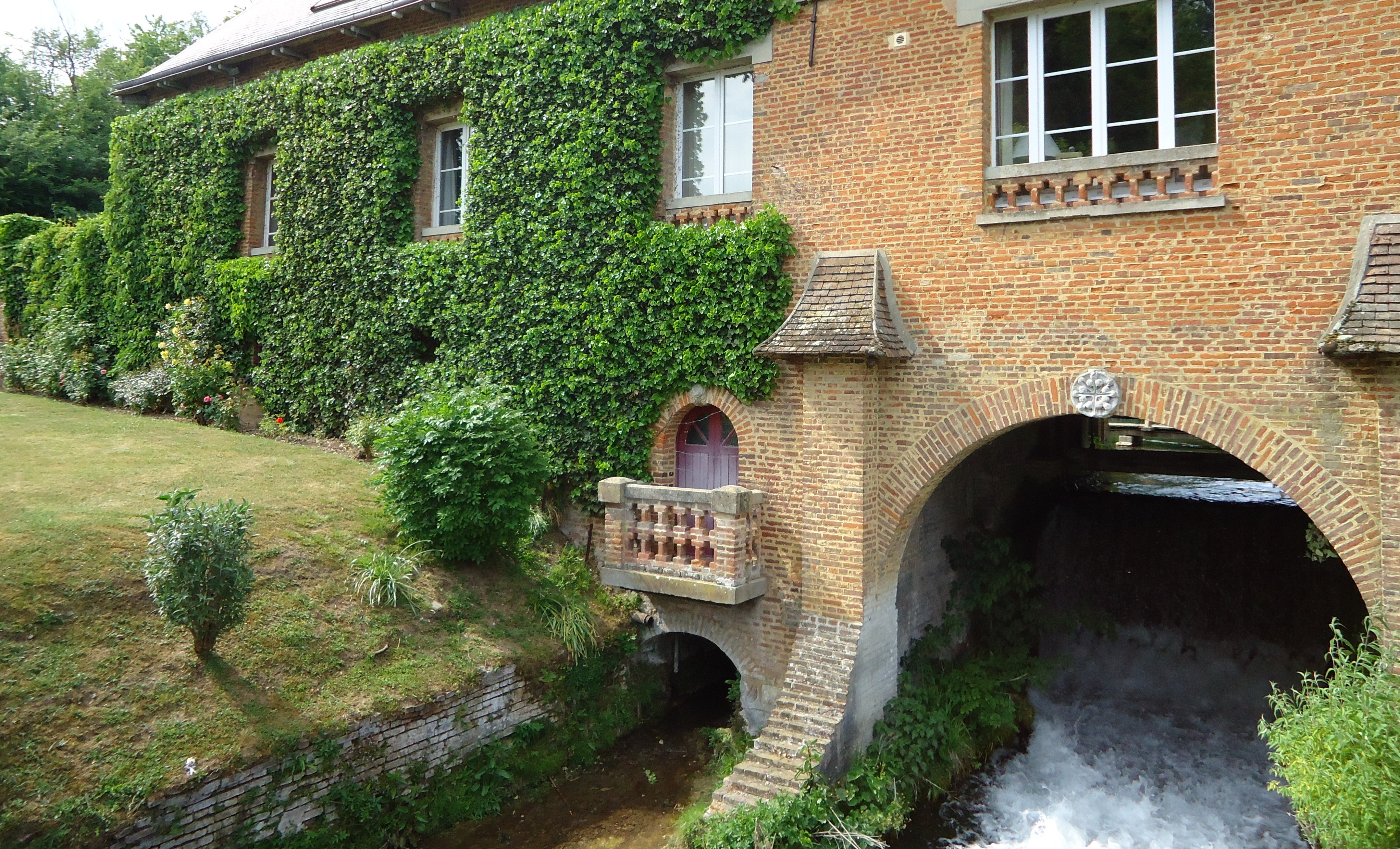
Le moulin de Saint-Paër.

### Patrimoine naturel
ZNIEFF de type 2
- La haute vallée de la Levrière[43].

### Personnalités liées à la commune
Henri Ier (roi d'Angleterre) Beauclerc est mort à Saint-Denis-le-Ferment (ou au château de Saint-Denis-en-Lyons à Lyons-la-Forêt) le 1er décembre 1135.

### Héraldique
|  | Les armes de la ville se blasonnent ainsi : D'azur à la bande ondée d'argent, à la croix estrée et engrelée d'or, chargée de huit tourteaux de sable, deux sur chacune des branches de la croix, et brochante; sur le tout, de gueules à deux léopards d'or, armés et lampassés d'azur. Les deux léopards d'or sur champ de gueules rappellent les armes de la Normandie. |